# Boyero de las Ardenas

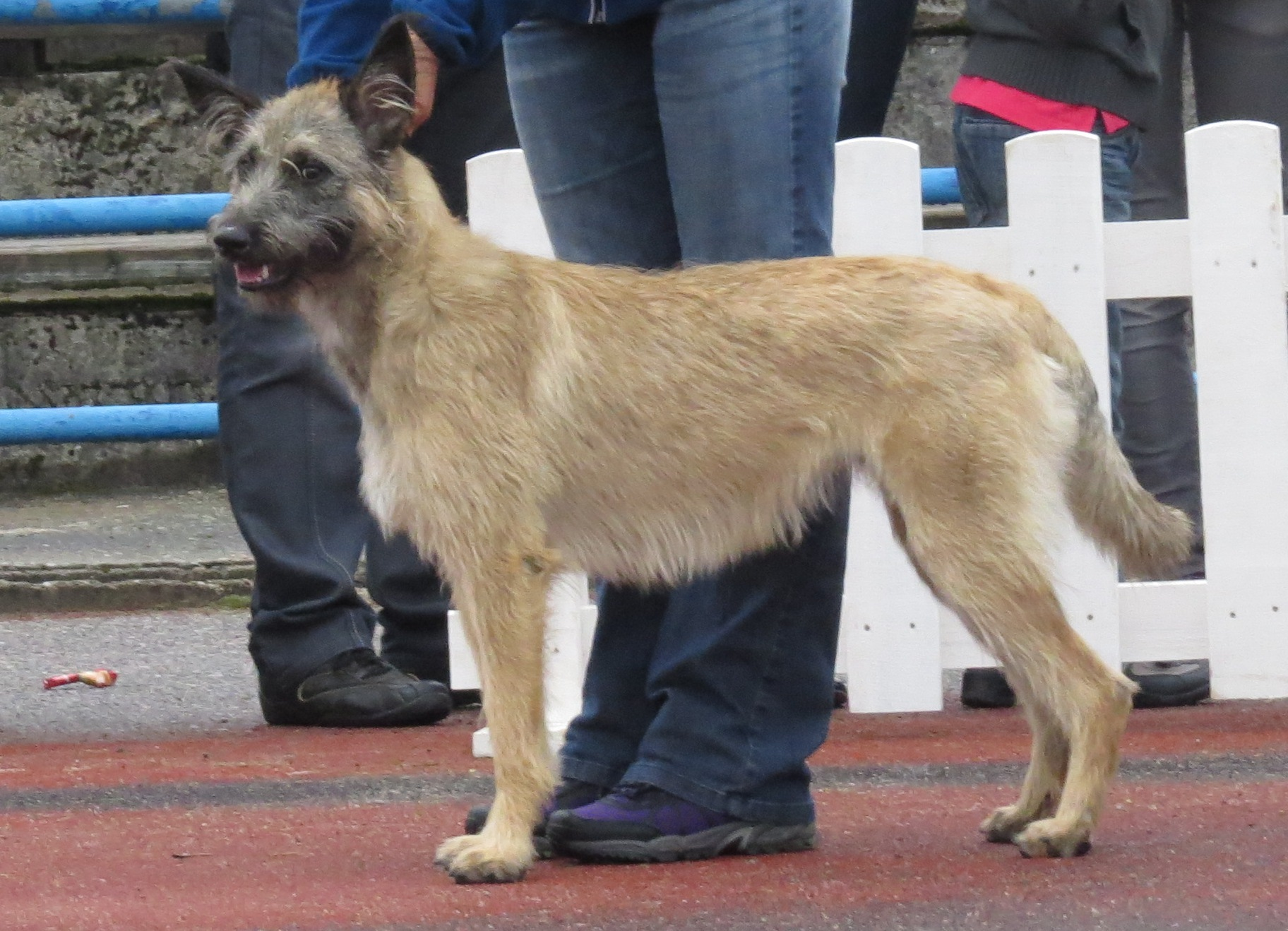
Un boyero de las Ardenas

El Boyero de las Ardenas ("Bouvier des Ardennes") es una raza de perro boyero poco frecuente, con origen en la región montañosa de las Ardenas belgas, limítrofe con Francia y Alemania.

## Apariencia
Esta raza puede encontrarse en casi cualquier color excepto en blanco puro. Se encuentra generalmente en varios colores atigrados o salpicados. Tienen un pelo de longitud media, tosco y rizado, con barba y "ojeras". Normalmente se les corta la cola, y pueden medir hasta 62 cm en la cruz. Su peso ideal oscila entre 22 y 35 kg. Tiene las orejas cortas y erectas y una mirada perspicaz.
Su aspecto es muy similar al del pastor de Picardía. Recordemos que la denominación francesa de esta raza no solo hace referencia a la región de Picardía, sino que la palabra "picard" puede referirse a los habitantes de las regiones de Francia limítrofes con el antiguo Flandes, tanto de lengua neerlandesa como francesa. Indudablemente, también está emparentado con los pastores belgas(laekenois) y holandeses de pelo duro.

## Historia
En el pasado a los perros que trabajaban con ganado vacuno se les llamaba "bouvier" (boyeros); cada región tenía su propia variedad. Estos perros eran guardianes muy apreciados. Con la motorización de las labores agropecuarias, la necesidad de conducir andando al ganado al mercado desaparece y con ella la presencia de estos perros.
En Bélgica y otros países de Centroeuropa los perros de cierta corpulecia eran igualmente utilizados para tirar de pequeños carros, por ejemplo los de los lecheros. El boyero de las Ardenas era ocasionalmente utilizado como perro de caza en la región de la que es originario, de suelo pobre, pero tradicionalmente abundante en caza mayor.
Estos perros boyeros fueron prácticamente eliminados durante la Primera Guerra Mundial y muchas de las razas más raras se perdieron. Algunas de ellas fueron: Bouvier de Roulers, Bouvier de Moerman y el Bouvier de Paret. Aún sobreviven el Boyero de las Ardenas y el Boyero de Flandes. Ambos países, Francia y Bélgica se han proclamado cuna del boyero de Flandes, y la FCI lo cataloga como "franco-belga".
El boyero de las Ardenas está siendo recuperado lentamente en Valonia; seguramente merced al fortalecimiento del sentimiento nacional de los valones frente al nacionalismo flamenco.